# Buddelundia lateralis
Buddelundia lateralis là một loài chân đều trong họ Armadillidae. Loài này được Budde-Lund miêu tả khoa học năm 1913.